# Círculo de pedras de Uragh

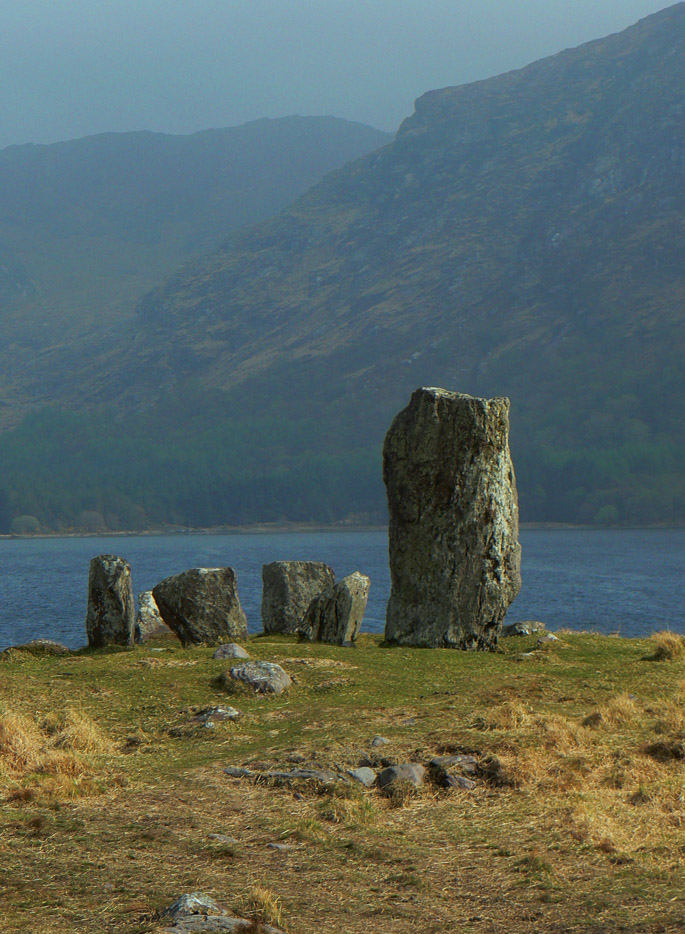
O círculo de pedras

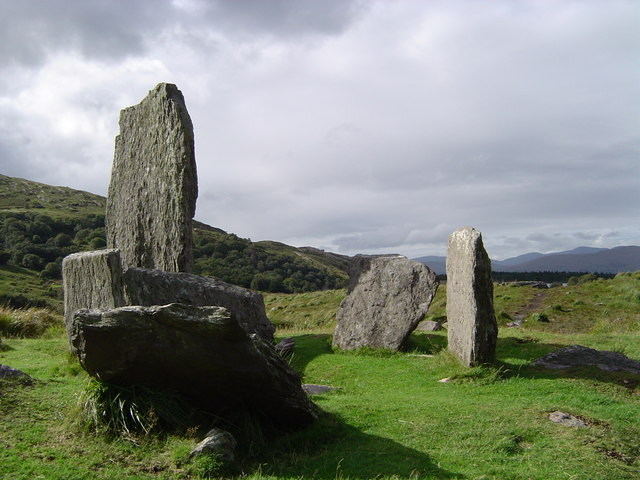
Outra vista

O Círculo de pedras de Uragh é um Círculo de pedras perto de Gleninchaquin Park, Tuosist, Condado de Kerry, Irlanda. 
Situado perto do Lough Inchiquin, consiste em cinco megálitos baixos ao lado de uma grande pedra em pé. A pedra em pé tem três metros de altura e o círculo tem 2,4 metros de diâmetro. O centro do círculo foi escavado por caçadores de tesouros. Existem vários outros monumentos nas proximidades, incluindo um círculo de pedras múltiplas e alguns enterros de pedras.